# Oleksandr Turtjinov
Oleksandr Turtjinov (ukrainsk: Олександр Валентинович Турчинов) (født 31. marts 1964 i Dnipropetrovsk) er en ukrainsk politiker, forretningsmand, manuskriptforfatter, Ph.d. i metalurgi.
Turtjinov er formand for det ukrainske parlament og blev af parlamentet udpeget som fungerende præsident for Ukraine efter Viktor Janukovitj blev afsat den 21. februar 2014. Han blev samtidigt udnævnt som leder af Ukraines regeringskabinet. Turchynovs udnævnelse som præsident blev anerkendt af EU og USA. Rusland udtrykte tvivl om legitimiteten af de nye ukrainske myndigheder og det ukrainske parlamentets beslutninger. Turtjinov fungerede som præsident frem til den 7. juni 2014, hvor Petro Porosjenko blev indsat i embedet.
Han er næstformand for partiet Fædrelandsforbundet. Turtjinov var som vicepremierminister fungerende premierminister da Julia Timosjenkos regering blev afskediget den 3. marts 2010, indtil Verkhovna Rada (Ukraines parlament) udnævnte Mykola Azarov som premierminister den 11. marts 2010.

## Biografi
Oleksandr Turtjinov blev født i Dnipropetrovsk. Han er uddannet fra Dnipropetrovsk metallurgiske institut i 1986, hvorefter han arbejdede på Kryvorizjstal. Fra 1987 til 1990 fungerede han som chef for agitation- og propagandaafdelingen af Dnipropetrovsk oblasts Komsomol (Kommunistiske Ungdomsforbund), som blev ledet af Sergij Tigipko. Tigipko og Turtjinov kom under Leonid Kutjmas, leder af Dnipropetrovsk Juzjmasj missilfabrik, politiske vinger. Kutjma og hele hans team, herunder Tigipko og Turtjinov, flyttede til Kiev i 1992, efter at Kutjma blev udnævnt premierminister. I 1993 blev Turtjinov formelt udnævnt en rådgiver i økonomiske spørgsmål for premierminister Kutjma.
Turtjinov og Julia Timosjenko, en anden fremtrædende ukrainske politisk figur fra Dnipropetrovsk, er gamle allierede. De havde en fælles forretning i Dnipropetrovsk. I december 1993 var Turtjinov medstifter og blev viceformand for "Ukraines forening af industrimænd og iværksættere". I 1994 stiftede han det politiske parti Hromada sammen med Pavlo Lazarenko, en anden af Timosjenkos allierede. Turtjinov var direktør for "Institut for økonomiske reformer" fra januar 1994 til marts 1998 og var leder af det "Forskningsinstituttet for skyggeøkonomi".

## Politisk karriere
I 1998 blev han indvalgt i ukraines parlament som medlem af Hromada men efter skandalen omkring Lazarenko, forlod han den partiet i maj 1999 sammen med Julia Timosjenkos Alukrainske Fædrelandsforbund. Han blev genvalgt til parlamentet i 2002 og 2006 som en del af Fædrelandsforbundet.
Den 4. februar 2005 blev Turtjinov udpeget som den første civile leder af Ukraines sikkerhedstjeneste (SBU). I februar 2006 åbnede statsanklageren en straffesag mod Turtjinov og hans SBU stedfortræder Andriy Kozhemyakin for at ødelægge en fil om en af FBI Ten Most Wanted Fugitives, Semen Mogilevitj, i SBUarkivet. Sagen blev henlagt fire måneder senere.
I foråret 2008 var han kandidat for Julia Timosjenko blokken der var i koalition med Vores Ukraine - Folkets Selvforsvar Blok ved valget til borgmester for Kiev blev han placeret på andenpladsen med 218.600 stemmer (19,13 % af alle afgivne stemmer).
I december 2009 under præsidentvalgkampen beskyldte Turtjinov præsident Viktor Jusjtjenko og oppositionslederen Viktor Janukovitj for at koordinere deres aktioner i forsøg på at vælte den anden Timosjenko regering.
Den 4. marts 2010, efter faldet af anden Timosjenkos regering, fratrådte Julia Timosjenko premierministerpost den 4. marts 2010 og Turtjinov blev udnævnt fungerende premierminister, indtil den nye regering var dannet. den 11. marts 2010 fik Azarovregeringen flertal i parlamentet og Mykola Azarov blev udnævnt premierminister samme dag.
I 2012 blev han genvalgt i parlamentet på Fædrelandsforbundets partiliste.
Den 22. februar 2014 blev han valgt som formand for Verkhovna Rada. Dagen efter, den 23. februar 2014, blev Turtjinov indsat som fungerende præsident for Ukraine efter parlamentet havde afsat Viktor Janukovitj. Fra 26. februar til 7. juni var Oleksandr Turtjinov øverstkommanderende for Ukraines væbnede styrker.
Petro Porosjenko blev valgt til præsident i Ukraine den 25. maj 2014 og taget i ed som præsident den 7. juni 2014, hvilket afsluttede Turtjinovs præsidentielle beføjelser.
10. september 2014 deltog Turtjinov i stiftelsen af et nyt parti, "Folkefronten", og oprettede sammen med lederne af frivillige bataljoner, der havde kæmpet i det østlige Ukraine, partiets Militære Råd - et særligt organ, der skulle udarbejde forslag til forsvaret af Ukraine.
Den 15. december 2014 udnævnte Porosjenko Turtjinov til sekretær for Rådet for Ukraines nationale sikkerheds- og forsvarspolitik.

## Homofobi og destruktion af SBU dokumenter
I august 2007 svarede Turtjinov på beskyldninger om, at hans holdning til homovielser er typisk konservativ, "Jeg er ikke enig. Hvis en mand har normale holdninger, så kalder du ham konservativ, men dem, der bruger narkotika eller fremmer sodomi kalder du progressive. Alt dette er perversiteter".
WikiLeaks-dokumenter afslører at Turtjinov, daværende leder af Ukraines SBU, havde destrueret dokumenter, der påviste Julia Timosjenkos påståede forbindelser til den ledende organiserede kriminelle Semen Mogilevitj.

## Ikke-officielle aktiviteter
I 2004 udgav Turtjinov bogen "Illusion af frygt". I 2005 var han manuskriptforfatter til en film af samme navn, der er baseret på bogen. Filmen havde premiere i Ukraine i september 2008 og var i 2008 det ukrainske bidrag ved uddelingen Oscar for bedste udenlandske film.

## Personoplysninger
Hans kone, Hanna Turtjinova (født 1970), ph.d., er leder af Fremmedsprog ved Det nationale pædagogiske Dragomanov universitet. Parret har en søn, Kyrylo (født 1994).
Turtjinov er kendt for at være ikke-ryger og afholdsmand, ligesom 1 % af Ukraines befolkning. Han er en protestant, nogle medier har rapporteret, at han er præst. "Associated Baptist Press" og den "Europæiske baptistfederation", oplyser at han er en ældste og indimellem lægprædikant på Kievs baptistkirke, Livets Ords center, som er et medlem af "Den evangelisk baptistkirke i Ukraine".